# Valley Church (Antigua)
Valley Church, ortsüblich The Valley, auch als Ffryes oder Frye’s genannt, ist ein kleiner Ort in der Parish of Saint Mary auf der Insel Antigua, im Staat Antigua und Barbuda.

## Lage und Landschaft
Das Valley (‚Tal‘) ist eine etwas isoliertere Ortslage an der Südwestküste der Insel in den vom Boggy Peak (zeitweise Mount Obama genannt; 402 m) der Shekerley Mountains westwärts streifenden Talungen, Church Valley (historisch Bermuda Valley) und Orange Valley (Dark Valley). Die Streusiedlung erstreckt sich entlang der Valley Road und in die Täler hinein.
|  | Jolly Harbour                               | Bolans      |
|  | Kompassrose, die auf Nachbargemeinden zeigt | Mount Obama |
|  | Crab Hill                                   |             |

## Geschichte, Infrastruktur und Sehenswürdigkeiten
Schon zu Beginn der Kolonisierung wurde hier die Valley Road die Südwestküste entlang von Bolans nach Old Road angelegt und es entstanden Pflanzungen. Eine von diesen gehörte der Familie Frye, die wohl ursprünglich aus Irland stammt, von der sich der Name Frye’s Valley für die Örtlichkeit herleitet. Das Hinterland wurde Bermudian Valley genannt.
Hier wurde auch eine Kirche errichtet, Our Lady of the Valley Anglican Church, die heute zur Pfarre St. Mary’s in Old Road gehört und von der die Ortslage ihren amtlichen Namen hat.
In den 1980ern wurden an der Küste das Cocos Hotel und das Coco Bay Resort erbaut.
Mit der Orange Valley Agricultural Station befindet sich hier auch eine der größeren Farmen der Insel, die Historic Sugar Plantation dort gilt als sehenswert.
Südlich des Orts befinden sich noch heute zwei Ruinen historischer Windmühlen.
Zum Ort gehören mehrere ruhigere Buchten der Insel, Valley Church Bay (historisch Frye’s Bay) im Norden, Coco Bay (Little Ffreyes Beach) und Ffryes Bay (Big Ffryes Beach) im Süden.
Im Raum finden sich noch bedeutendere naturbelassene Areale: Das Feuchtgebiet hinter Valley Church Beach ist von BirdLife International als Valley Church Bay Important Bird Area beschrieben (lokale Schutzgebietsausweisung steht aus), am Tamerind Hill südlich der Ffryes Bay ist ein Naturpark geplant (The Ffryes Bay Park). Das Hinterland soll in den geplanten Mount Obama National Park integriert werden. Andererseits sind auch immer wieder größere Erschließungsprojekte in Diskussion, bis hin zu einer Seilbahn auf den Mount Obama.